# Coughton Court
Coughton Court es una mansión y palacio rural de Inglaterra ubicado en la carretera principal entre Studley y Alcester, en el condado de Warwickshire. Se presenta como uno de los ejemplos más refinados de la arquitectura Tudor en este tipo de edificios. Es un edificio catalogado de Grado I.

## Historia
La finca Coughton ha estado en posesión de la familia Throckmorton desde 1409. La finca fue adquirida por matrimonio con la familia De Spinney. Coughton fue reconstruido por Sir George Throckmorton, primer hijo de Sir Robert Throckmorton de Coughton Court con Catherine Marrow, hija de William Marrow de Londres. La gran portada del palacio fue dedicada al Rey Enrique VIII por Throckmorton, favorito del Rey. Favoritismo que perdió por su posición contraria al divorcio entre el rey Enrique VIII y su primera esposa, Catalina de Aragón, a la que apoyaba además de estar en contra de la Reforma.
Throckmorton pasó la mayor parte de su vida reconstruyendo Coughton. La posición de Robert Throckmorton y sus herederos, contrarios al rito anglicano, limitó la reconstrucción posterior, por lo que gran parte de la casa sigue en gran medida tal como quedó en aquellos tiempos.
Después de la muerte de Throckmorton en 1552, Coughton pasó a su hijo mayor, Robert. Robert Throckmorton y su familia eran católicos practicantes. El palacio sirvió de refugio y escondite de sacerdotes durante la persecución de los católicos a comienzos del reinado de Isabel I de Inglaterra. El Salón también ocupa un lugar en la historia de Inglaterra por ser supuestamenet lugar de reunión de Throckmorton y demás conspiradores que planearon en 1583 asesinar a la Reina Isabel (Trama Throckmorton), así como en 1605, cuando la Conspiración de la Pólvora. No obstante, la familia Throckmorton solo estuvo indirectamente implicada en esta última, porque algunos de los conspiradores de la Pólvora se dirigieron a la mansión cuando fueron descubiertos.
La mansión ha sido propiedad del National Trust desde 1946. Sin embargo, la familia tiene un contrato de arrendamiento de 300 años y anteriormente administraba la propiedad en nombre del Trust. En 2007, sin embargo, la casa volvió a ser administrada por el National Trust. La gestión de la propiedad se renueva cada 10 años. Correspondió a Clare McLaren-Throckmorton, conocida profesionalmente como Clare Tritton QC, hasta su fallecimiento el 31 de octubre de 2017.
El palacio, abierta al público durante todo el año, se encuentra en una extensa finca que incluye gran jardín formal tapiado, río y lago.

## Arquitectura

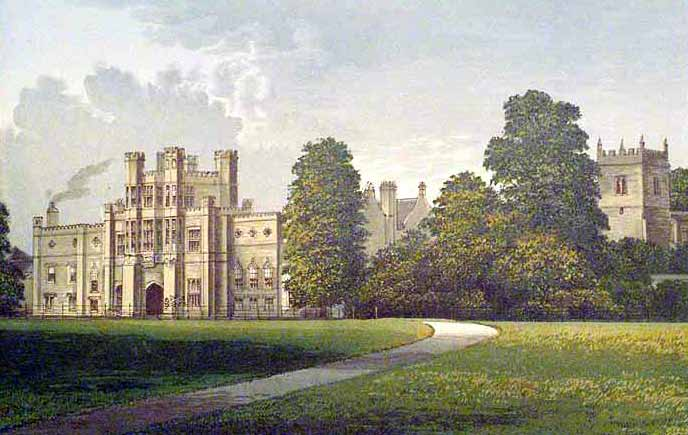
Coughton Court representado en una pintura de finales del.

La portada principal de Coughton se construyó en los comienzos de 1536, con piedras procedentes de la Abadía de Bordesley y de la Abadía de Evesham. Estas abadías fueron suprimidas en 1536 por el Acta de  disolución de los monasterios de 1535. Al igual que con otros edificios estilo Tudor, se organizó alrededor de un gran patio (claustro). En 1651, durante la Guerra Civil Inglesa, el patio perdió el lado este, destruido por un incendiado causado por los soldados del Parlamento. Entonces se perdieron también muchos de los documentos familiares de los Throckmorton.
Una vez que en 1829 se aprobó la Roman Catholic Relief Act (Acta de Liberación de los católicos), la familia Throckmorton pudo afrontar grandes obras en el palacio, entre ellas la remodelación de la fachada principal (la fachada oeste).